# Dzwonnica katedralna we Włocławku
Dzwonnica katedralna – zabytkowa dzwonnica z 1853 r. w stylu neogotyckim zaprojektowana przez Franciszka Tournelle'a znajdująca się na Placu Kopernika we Włocławku przy bazylice katedralnej i Muzeum Diecezjalnym.

## Historia
Z uwagi na zły stan wież katedry, dla pomieszczenia dzwonów zdecydowano się na wybudowanie w 1853 r. wolno stojącej dzwonnicy, na terenie ogrodu Kolegium Wikariuszowskiego według projektu architekta gubernialnego z Warszawy, Franciszka Tournelle.
Dzwonnica miała służyć za pomieszczenie dla największego dzwonu katedralnego, zwanego „Hieronimem”, którego pozostawienie w wieży katedralnej uznano za niebezpieczne dla samej katedry. Dzwon „Hieronim” ważył 3500 kg, zbudowano go w 1604 r. z funduszy Hieronima Rozdrażewskiego i jego imieniem został nazwany. Został przeniesiony do dzwonnicy w 1885 r. W 1878 r. rozpoczęto prace przy nadbudowie wież katedry w ich nowym kształcie, który zachowany jest do dzisiaj. Wieże nakryto szpiczastymi czworobocznymi hełmami. Po umocnieniu fundamentów katedry oraz wzmocnieniu wież, w 1887 r. dzwon został ponownie umieszczony w wieży katedralnej. 
W 1939 r. w dzwonnicy urządzono „Kiosk Dobrej Prasy”, a następnie w 1963 r. Kiosk „Ruchu”, który funkcjonował tam do 1981 r.
15 lutego 1918 r. dzwon katedralny został rozbity przez Niemców i rozgrabiony.
Franciszek Tournelle był polskim architektem, w latach 1846-1857 pełnił funkcję budowniczego powiatu włocławskiego. Według jego projektów wzniesiono we Włocławku m.in. spichrz zbożowy przy Bulwarach 6 (1848 r.), synagogę w stylu mauretańskim przy ulicy Żabiej (1854 r.) oraz kościół ewangelicki przy ulicy Brzeskiej.

## Architektura
Dzwonnica została wybudowana z czerwonej cegły, na rzucie czworoboku, którego wymiary wynoszą 6,0 x 6,0 m, wewnątrz 3,8 x 3,8 m. Na parterze od strony północnej znajduje się okno wystawowe, od zachodu wejście i również okno wystawowe, natomiast od południa i wschodu blendy. Górne kondygnacje mają po dwa okna bliźniacze ostrołukowe i po jednym dekoracyjnym oknie. Dach namiotowy pokryty jest blachą miedzianą z krzyżem na wierzchołku. Wysokość dzwonnicy wynosi 22,60 m.

## Galeria

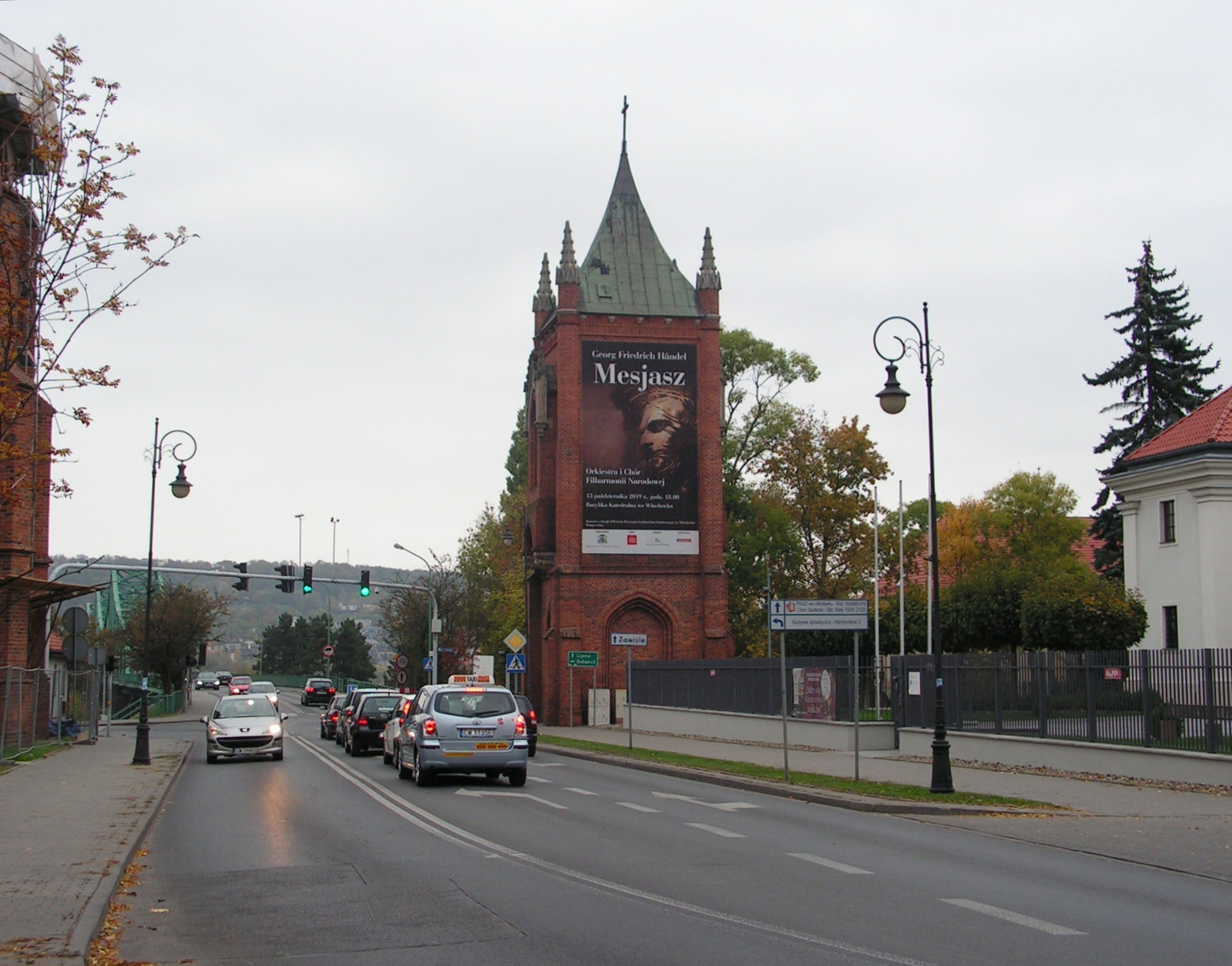
Na pierwszym planie neogotycka dzwonnica. W tle most Śmigłego-Rydza.
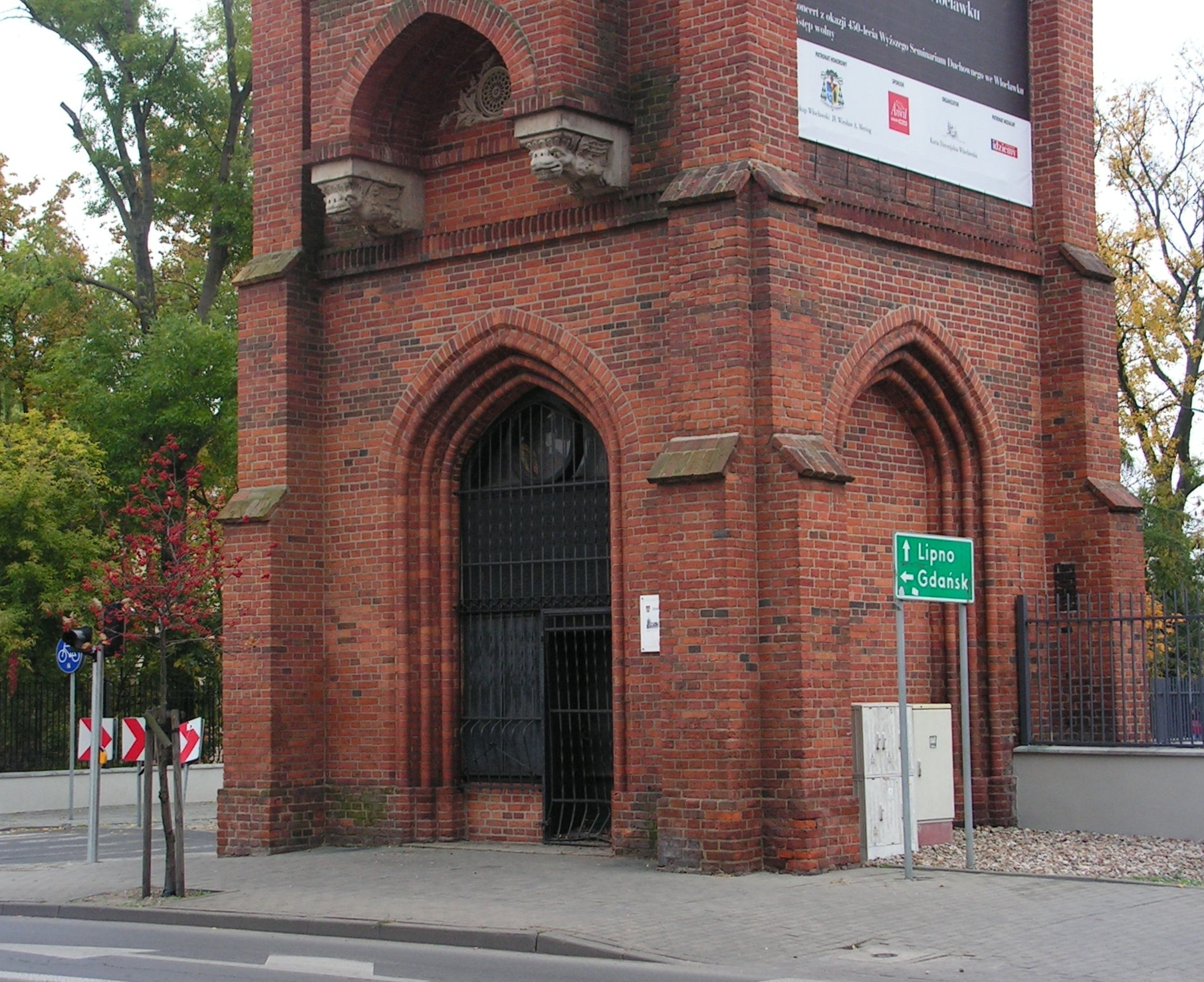
Wejście do dzwonnicy
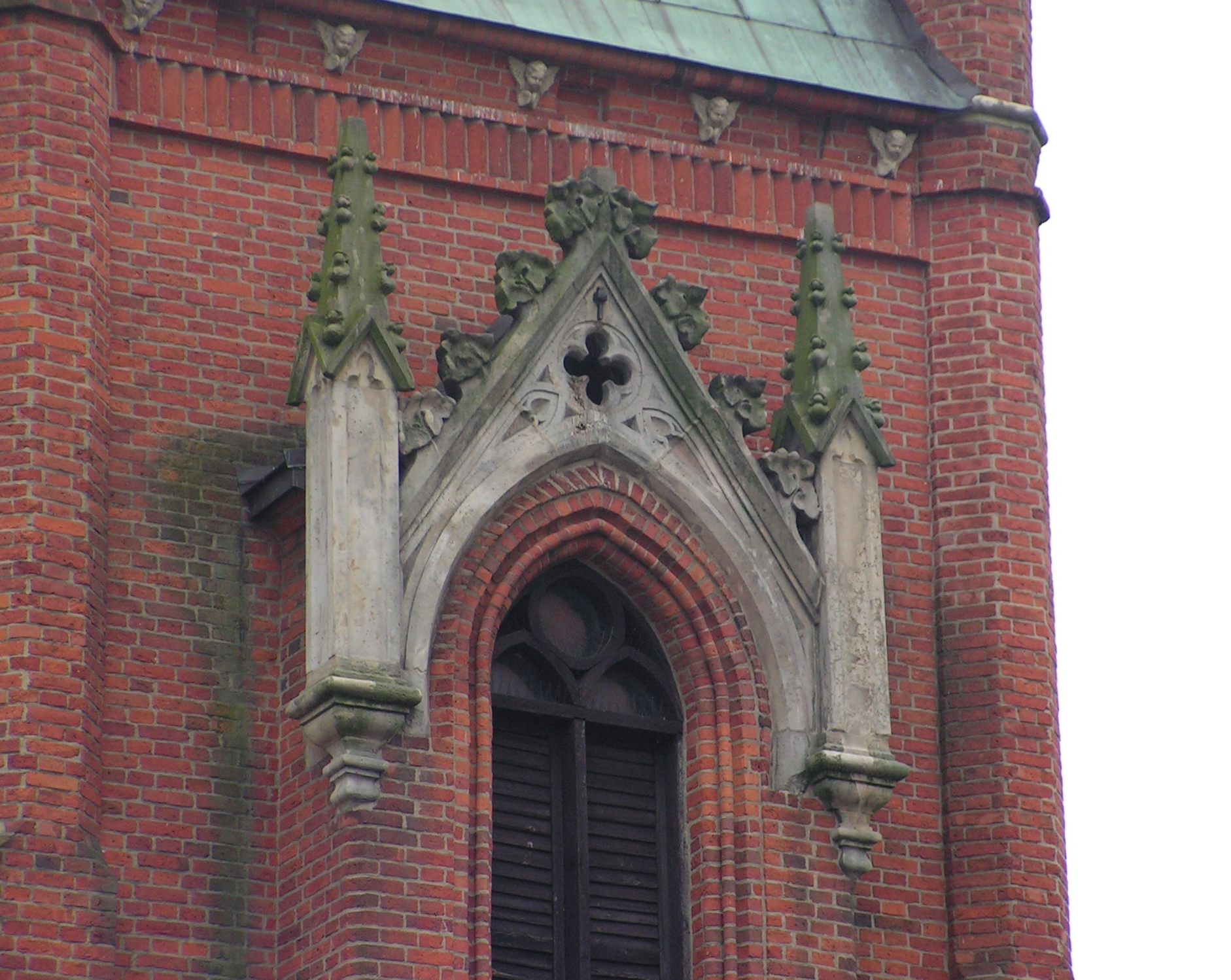
Kamienne dekoracje na dzwonnicy
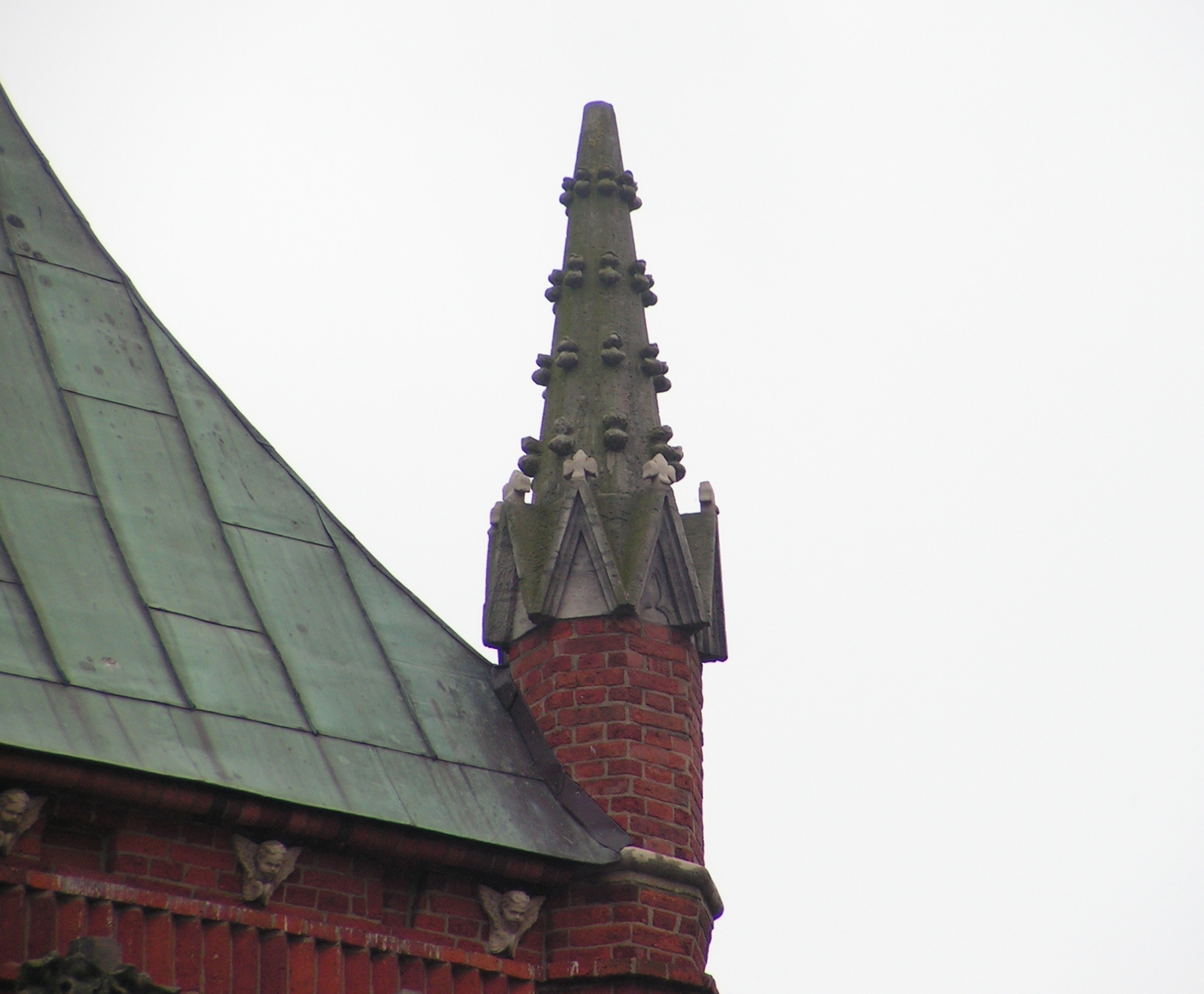
Kamienna, ozdobna wieża
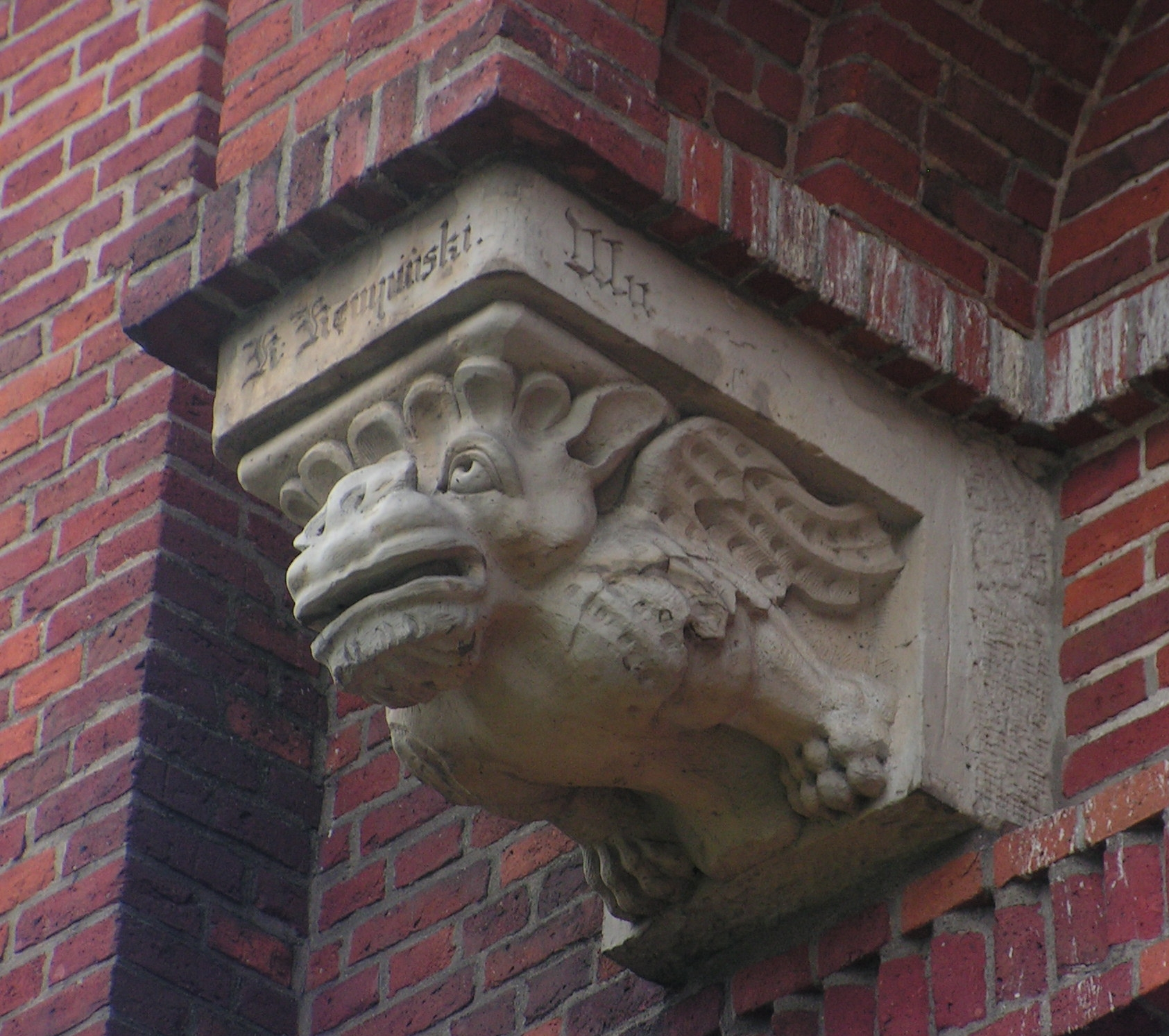
Maszkaron na wsporniku dzwonnicy. Wyryto na nim nazwisko architekta Tournelle'a.
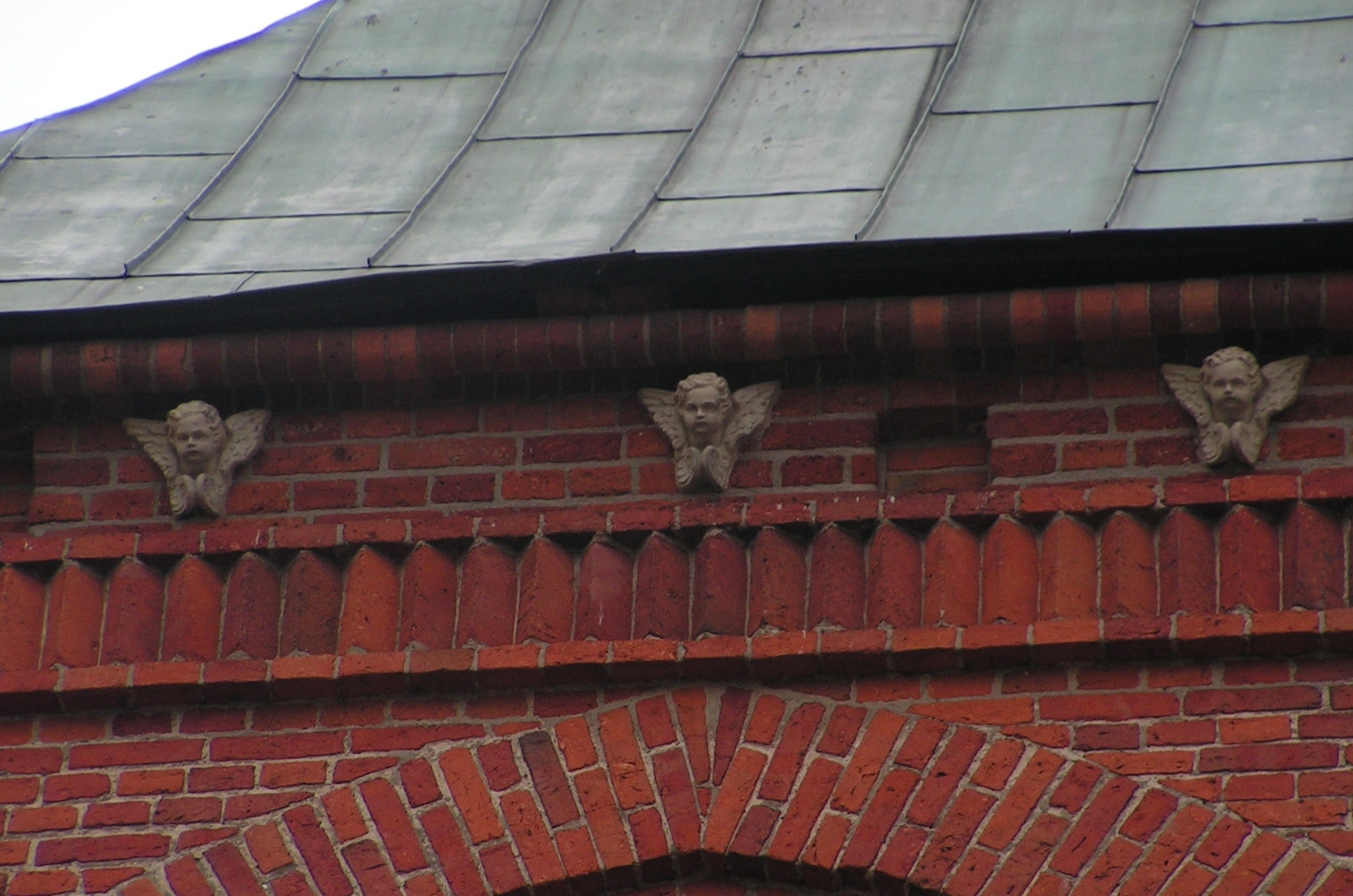
Maszkarony (głowy aniołów)
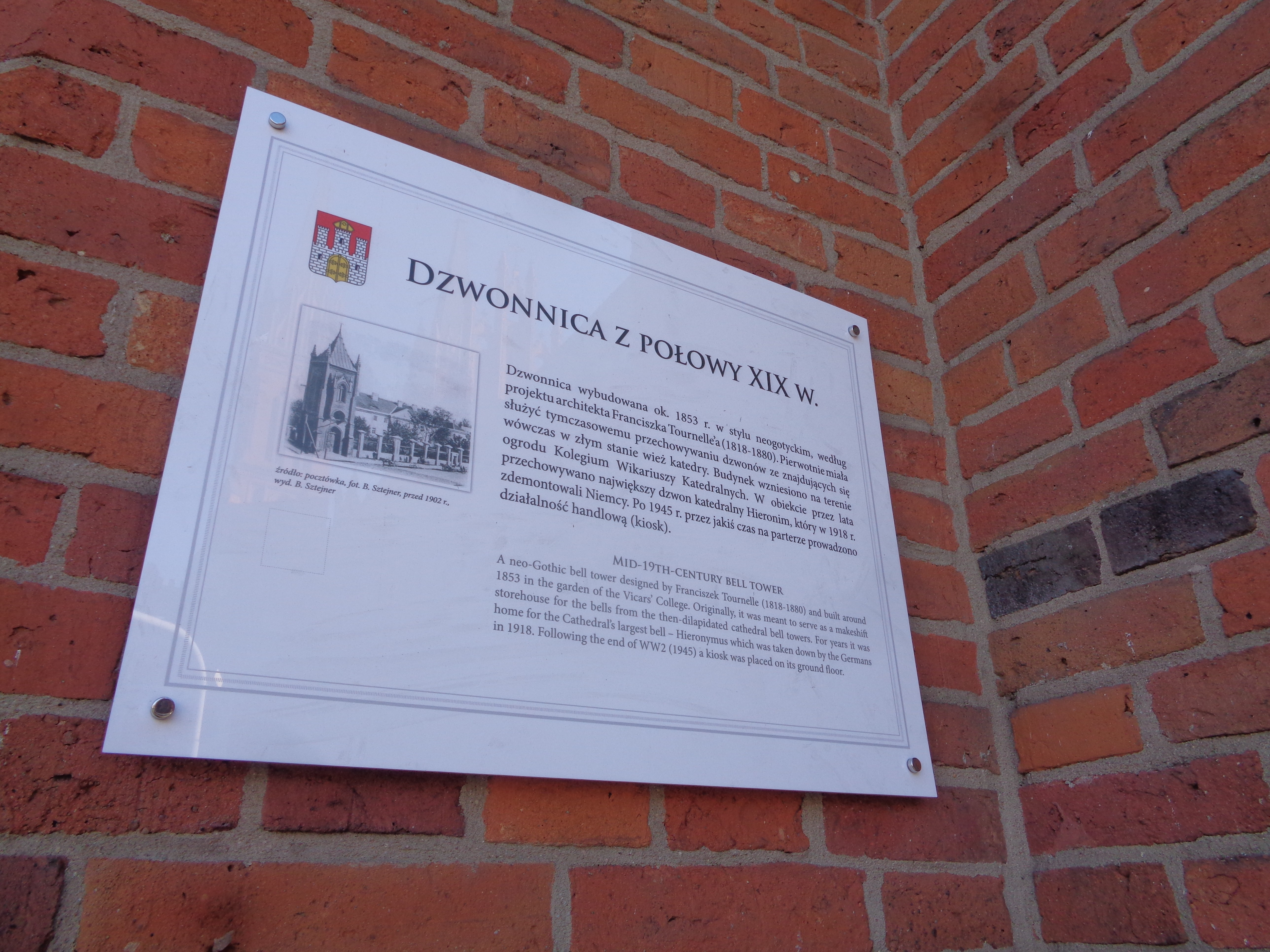
Tablica z 2018 roku opisująca historię dzwonnicy